# Campeonato Europeo de Hockey sobre Hierba Masculino de 2009
El XII Campeonato Europeo de Hockey sobre Hierba Masculino se celebró en Ámsterdam (Países Bajos), entre el 22 y el 30 de agosto de 2009 bajo la organización de la Federación Europea de Hockey (EHF) y la Real Unión Neerlandesa de Hockey.
Las competiciones se realizaron en el Estadio Wagener de la ciudad holandesa, contando con la participación de ocho selecciones nacionales divididas en dos grupos de cuatro equipos cada uno.

## Fase preliminar

### Grupo A
| Equipo     | J | G | E | P | GF | GC | DG  | Pts |
| ---------- | - | - | - | - | -- | -- | --- | --- |
| Inglaterra | 3 | 2 | 1 | 0 | 17 | 6  | +11 | 7   |
| Alemania   | 3 | 2 | 1 | 0 | 10 | 7  | +3  | 7   |
| Bélgica    | 3 | 1 | 0 | 2 | 7  | 11 | -4  | 3   |
| Austria    | 3 | 0 | 0 | 3 | 1  | 11 | -10 | 0   |

| 23 de agosto de 2009, 13:30 | Inglaterra | '5 - 0' | Austria |  |  |

| 23 de agosto de 2009, 17:30 | Alemania | '3 - 2' | Bélgica |  |  |

| 24 de agosto de 2009, 15:30 | Bélgica | '3 - 0' | Austria |  |  |

| 24 de agosto de 2009, 17:30 | Alemania | 4 - 4 | Inglaterra |  |  |

| 26 de agosto de 2009, 13:30 | Bélgica | '2 - 8' | Inglaterra |  |  |

| 26 de agosto de 2009, 15:30 | Alemania | '3 - 1' | Austria |  |  |

### Grupo B
| Equipo       | J | G | E | P | GF | GC | DG  | Pts |
| ------------ | - | - | - | - | -- | -- | --- | --- |
| España       | 3 | 3 | 0 | 0 | 12 | 1  | +11 | 9   |
| Países Bajos | 3 | 2 | 0 | 1 | 15 | 3  | +12 | 6   |
| Francia      | 3 | 1 | 0 | 2 | 3  | 11 | -8  | 3   |
| Polonia      | 3 | 0 | 0 | 3 | 3  | 18 | -15 | 0   |

| 22 de agosto de 2009, 15:30 | Países Bajos | '9 - 0' | Polonia |  |  |

| 22 de agosto de 2009, 19:30 | España | '3 - 0' | Francia |  |  |

| 24 de agosto de 2009, 13:30 | Polonia | '2 - 3' | Francia |  |  |

| 24 de agosto de 2009, 19:30 | Países Bajos | '0 - 3' | España |  |  |

| 26 de agosto de 2009, 17:30 | España | '6 - 1' | Polonia |  |  |

| 26 de agosto de 2009, 19:30 | Francia | '0 - 6' | Países Bajos |  |  |

## Fase final

### Puestos 5.º a 8.º
| Equipo  | J | G | E | P | GF | GC | DG  | Pts |
| ------- | - | - | - | - | -- | -- | --- | --- |
| Bélgica | 3 | 3 | 0 | 0 | 15 | 0  | +15 | 9   |
| Francia | 3 | 2 | 0 | 1 | 6  | 11 | -5  | 6   |
| Austria | 3 | 1 | 0 | 2 | 7  | 10 | -3  | 3   |
| Polonia | 3 | 0 | 0 | 3 | 6  | 13 | -7  | 0   |

| 28 de agosto de 2009, 12:00 | Austria | '2 - 3' | Francia |  |  |

| 28 de agosto de 2009, 14:00 | Bélgica | '5 - 0' | Polonia |  |  |

| 30 de agosto de 2009, 08:30 | Austria | '5 - 4' | Polonia |  |  |

| 30 de agosto de 2009, 10:30 | Bélgica | '7 - 0' | Francia |  |  |

|  | Semifinales               | Semifinales               |   |                           | Final                     | Final |  |
|  |                           |                           |   |                           |                           |       |  |
|  |                           |                           |   |                           |                           |       |  |
|  | 28 / 8 / 2009 - 16:00 h.¹ |                           |   |                           |                           |       |  |
|  | Inglaterra                | 2                         |   |                           |                           |       |  |
|  | Países Bajos              | 1                         |   |                           |                           |       |  |
|  |                           |                           |   |                           |                           |       |  |
|  |                           |                           |   |                           | 30 / 8 / 2009 - 15:30 h.¹ |       |  |
|  |                           |                           |   |                           | Inglaterra                | 5     |  |
|  |                           | Alemania                  | 3 |                           |                           |       |  |
|  |                           |                           |   |                           |                           |       |  |
|  |                           |                           |   |                           |                           |       |  |
|  |                           |                           |   |                           | Tercer lugar              |       |  |
|  | 28 / 8 / 2009 - 19:00 h.¹ | 28 / 8 / 2009 - 19:00 h.¹ |   | 30 / 8 / 2009 - 13:00 h.¹ | 30 / 8 / 2009 - 13:00 h.¹ |       |  |
|  | España                    | 1                         |   | Países Bajos              | 6                         |       |  |
|  | Alemania                  | 2                         |   |                           | España                    | 1     |  |

- (¹) -  Hora local de Ámsterdam (UTC+2)

## Medallero
|            |          |              |
| Inglaterra | Alemania | Países Bajos |

### Clasificación general
| 1. Inglaterra   |
| 2. Alemania     |
| 3. Países Bajos |
| 4. España       |
| 5. Bélgica      |
| 6. Francia      |
| 7. Austria      |
| 8. Polonia      |